# Rivière Jean-Noël
Pour les articles homonymes, voir Jean-Noël.
La rivière Jean-Noël est un affluent de la rive nord du fleuve Saint-Laurent, dans la région administrative de la Capitale-Nationale, dans la province de Québec, au Canada. Cette rivière traverse les municipalités régionales de comté (MRC) de :
- Charlevoix : dans les municipalités de Saint-Hilarion et des Éboulements ;
- Charlevoix-Est : dans la municipalité de Saint-Irénée.

La partie sud de cette petite vallée est accessible par la rue Principale de Saint-Irénée et le chemin du rang Saint-Pierre, lesquels passent du côté Est. La partie intermédiaire est desservie par le chemin du rang Saint-Pierre qui passe d'abord au nord de la rivière ; puis du côté sud en allant vers l'ouest. La partie supérieure est desservie par une route forestière qui passe du côté nord de la rivière. La sylviculture et l'agriculture constituent les principales activités économiques de cette vallée ; les activités récréotouristiques, en second.

## Géographie
La rivière Jean-Noël prend sa source d'un petit lac situé du côté nord du chemin de Saint-Hilarion, en zone agricole. Ce petit lac est situé :
- au sud du centre du village de Saint-Hilarion ;
- au nord-ouest de la Baie des Éboulements sur la rive nord-ouest du fleuve Saint-Laurent ;
- au nord du centre-ville de Baie-Saint-Paul ;
- au sud-ouest de l'embouchure de la rivière Jean-Noël[1].

À partir de cette source, le cours de la rivière Jean-Noël descend sur environ 23 km, avec une dénivellation de 404 m, selon les segments suivants :
- vers l'est en formant une grande boucle vers le sud-est, jusqu'à la décharge (venant du nord-ouest) d'un lac non identifié ;
- vers l'est en formant une courbe vers les sud et en recueillant un ruisseau (venant du nord-ouest), jusqu'à un ruisseau (venant du sud-est) dont l'embouchure est située du côté nord du chemin Saint-Nicolas ;
- vers le nord en formant de petits serpentins, jusqu’à la confluence de la rivière du Premier Rang (venant du sud-ouest) ;
- vers le nord-est en serpentant grandement en début de segment, en recueillant un ruisseau (venant du sud-est), jusqu’à la décharge (venant du nord-ouest) d'un ensemble de petits lacs ;
- vers le nord-est en formant deux boucles vers le sud, en recueillant la décharge (venant du sud) du Lac de la Tourelle, en coupant le chemin du 1er rang, en recueillant un ruisseau (venant du nord-ouest) en formant une boucle vers le sud en longeant le chemin du rang Saint-Nicolas, jusqu'à un autre ruisseau (venant du nord-ouest) ;
- vers le nord-est en traversant presque continuellement en traversant des rapides, jusqu’à la confluence de la rivière Jean-Noël Nord-Est (venant du nord-ouest) ;
- vers l’est dans une vallée encaissée, en traversant plusieurs séries de rapides, en coupant la route 362 et en coupant le chemin de fer qui longe la rive du fleuve Saint-Laurent, jusqu'à son embouchure[1].

La rivière Jean-Noël se déverse sur la rive gauche de l'estuaire du Saint-Laurent, au cœur du village de Saint-Irénée. Cette embouchure est située :
- au sud du centre-ville de La Malbaie ;
- au nord-est du centre-ville de Baie-Saint-Paul ;
- au nord-est du centre du village de Saint-Hilarion.

## Toponymie
Ce toponyme évoque le prénom d'un des pionniers de Saint-Irénée.
Le toponyme rivière Jean-Noël a été officialisé le 5 décembre 1968 à la Banque des noms de lieux de la Commission de toponymie du Québec.